# 마쓰하라 신사 (쓰루가시)

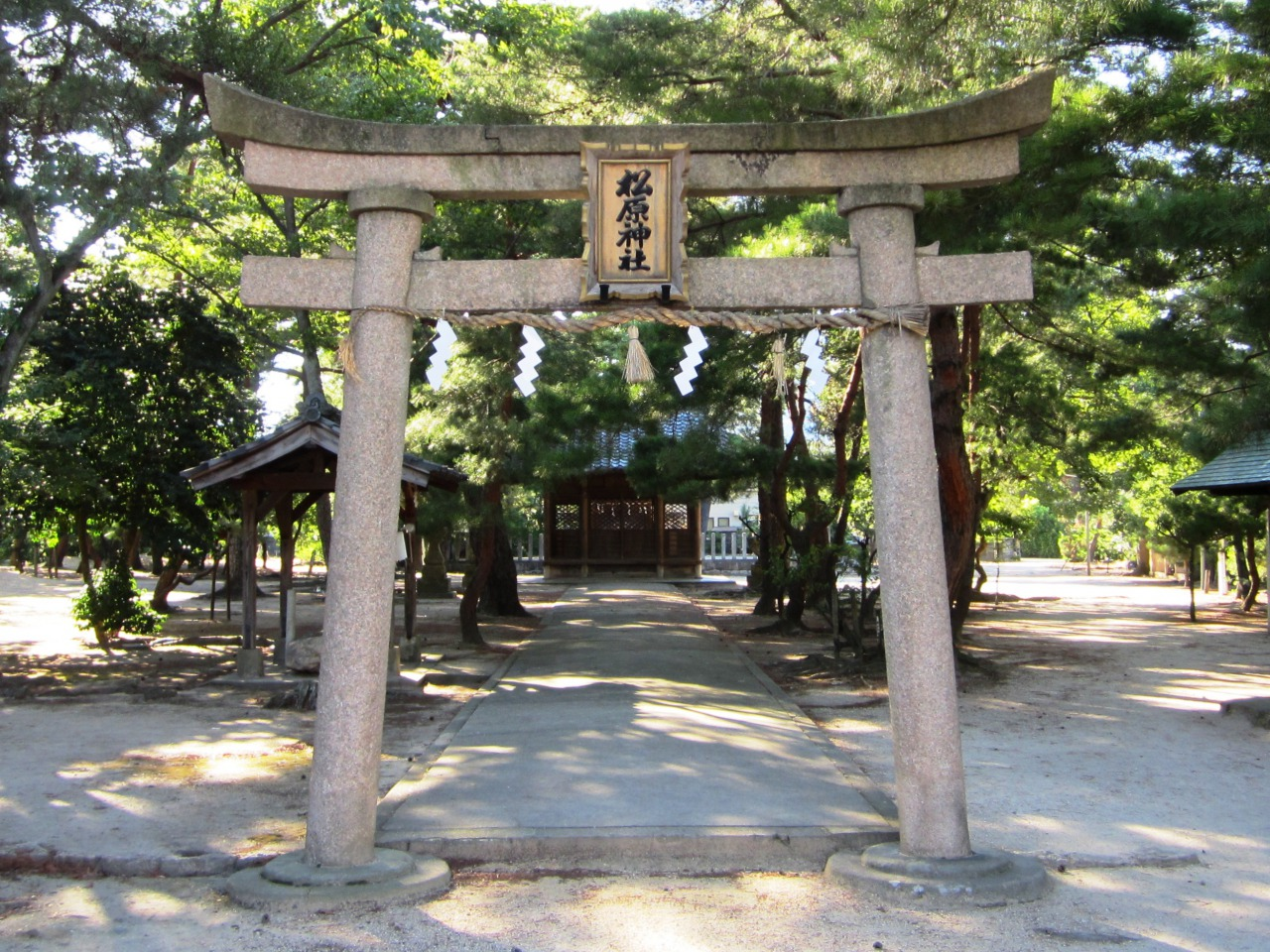

마쓰하라 신사(松原神社)는 후쿠이현 쓰루가시에 있는 신사이다. 덴구당의 난으로 인해 죽은 다케다 고운사이외 411명을 모시고 있다.

## 역사
- 1874년 미토 사람인 네모토 야시치로(根本弥七朗)가 덴구당 묘지 부근에 사전(祀殿)을 창건하였다.
- 1915년 현재 장소에 사전(祀殿)을 준공.
- 1954년 덴구당원이 감금되었던 곳이, 경내로 이축되어, 미토열사기념관이 되었다.

## 교통
- JR 동일본 쓰루가 역에서 후쿠테쓰 버스로 약10분, ‘마쓰하라 공원 입구’ 정류소에서 하차, 도보로 약 3분
- 호쿠리쿠 차도, 쓰루가IC에서 약 13분